# Cantatrix Sopranica
Cantatrix Sopranica ist eine Komposition für zwei Sopranistinnen, einen Countertenor und Ensemble von Unsuk Chin. Sie wurde am 18. Mai 2005 in der Queen Elizabeth Hall in London von Piia Komsi, Anu Komsi, Andrew Watts sowie dem London Sinfonietta unter der Leitung von George Benjamin uraufgeführt. Zu den Auftraggebern dieses Stückes zählen Neue-Musik-Ensembles wie die London Sinfonietta, das Los Angeles Philharmonic New Group, musikFabrik, das Ensemble intercontemporain sowie das St.Pölten Festival.
Der Titel bezieht sich auf die 1974 erschienene fiktive Abhandlung Das Soprano-Project. De Iaculatione Tomatonis (in cantatricem) von Georges Perec, die eine Parodie auf wissenschaftliche Abhandlungen darstellt. In dieser Nonsense-Abhandlung werden "mit vorgeblich wissenschaftlichem Ernst einhundertsieben Sopranistinnen (der Gattung „Cantatrix Sopranica L.“) mit verfaulten Tomaten beschmissen, um anhand ihrer „Kreischreaktionen“ Aufschlüsse über das „tomatotopische Organisationsmuster“ von Sopranen zu gewinnen." (Andreas Günther)
Unsuk Chin übernimmt von Perec nur den Titel. Darüber hinaus ist Cantatrix Sopranica von den Sprachexperimenten Perecs und denen anderer Oulipisten beeinflusst. Dabei knüpft Chin auch an ihre früheren Vokalwerke wie Akrostichon-Wortspiel, Alice im Wunderland, Kalá und Miroirs des temps an, bei denen Akrostichen, Anagramme und Palindrome als Textgrundlage und als kompositorisches Mittel eingesetzt werden.
Wie der Titel naheliegt, ist das Stück in höchstem Maße selbstreferenziell; Chin beschreibt das Werk als eine "Erkundung des Gesangsaktes".
So werden die Lautübungen der Sänger und das Einstimmen der Instrumente ebenso thematisiert wie Aufführungssituationen und persönliche Tics; verschiedene Gesangsstile – vom Bel Canto über chinesische Volksmusik bis hin zur Neuen Musik – werden konterkariert; die Sänger müssen ungeübte Sänger oder auch Tierstimmen nachahmen.
"Im letzten Satz tauschen die Sänger und Instrumentalisten ihre Rollen; die Sänger 'spielen' auf ihren Stimmen und die Musiker 'singen' auf ihren Instrumenten." (Unsuk Chin)
Das Werk enthält auch deutliche theatralische Elemente, die zum Teil klar auskomponiert, aber zum Teil der Wahl der Interpreten überlassen sind.
Die Texte stammen von Harry Mathews, Li Bai, Arno Holz sowie der Komponistin selbst. Harry Mathews’ Gedicht ist eine Boule de neige, eine "nach dem Schneeballprinzip kontinuierlich aus einer kleinen, „proto-semantischen“ Zelle anwachsender Text, der im Wachsen chamäleonartig seine Bedeutung variiert" (Chin). Dieses Prinzip wird auch kompositorisch umgesetzt. Li Bais Gedicht wird in 'Yue Guang – Clair de lune' parodistisch vertont, etwa indem der Text allmählich zu einem sinnlosen Pseudo-Chinesisch verwandelt wird; ein modifizierter und auf Italienisch übersetzter Text von Arno Holz wird wiederum zur Grundlage einer Parodie auf die italienische Oper. Die weiteren Texte sind nicht-semantischer Natur und widerspiegeln die kompositorischen Strukturen. In einigen Texten "bilden die Texte Beschreibungen dessen, was gerade musikalisch geschieht, so etwa in 'Cis n’est pas Ces', einem Spiel mit der Enharmonie". (Andreas Günther)

## Pressestimmen
"Cantatrix Sopranica wird Chins Ruhm als einer der einfallsreichsten Vertreterinnen einer neuen Musik, die zugleich farbig, geistreich und substantiell ist, sicher weiteren Glanz verleihen... Von der ersten Nummer, einer launisch-originellen, unbeschwert wohl-klingenden Glosse über das Einstimmen und Jaulen, bis zur letzten, die die Stimmen sowohl als Instrumente als auch als dramatische Charaktere behandelt, ist das Werk das reine Entzücken." (Keith Potter, The Independent, 20. Mai 2005)
"Wer eine Neue-Musik-Phobie hat, wird bei Frau Chin genesen. Sie hat zu einem individuellen Stil gefunden, der stets ein Zwinkern auf den Notenlinien unterbringt... da klingt nichts fett oder übervoll, vielmehr seidenzart und schleierhell... Gewiß benötigt man keine introvertierten, sondern aktionsfreudige Künstler. die sich auch in den Extremlagen dieser theatralischen Kostbarkeiten ungeniert aufhalten. Die Damen und Herren Komsi und Cordier waren vortrefflich und mit der Gabe der total ernst tuenden Selbstironie ausgestattet, auch die Instrumentalisten der Musikfabrik hatten bei aller Meisterschaft ihres Handwerks oft Zeit für ein Lächeln. Kürzer ging kaum je ein ausführliches Werk der Neuen Musik zu Ende. Stärkster Beifall." (Wolfram Goertz, Rheinische Post, 24. Mai 2005)